# فيليب موريس الولايات المتحدة
فيليب موريس الولايات المتحدة هي قسم صناعة التبغ والسجائر في الولايات المتحدة التابع لمجموعة ألتريا.

## التاسيس
ولد اسم شركة فيليب موريس في منطقة وايت تشابل بالمملكة المتحدة في عام 1835، وهو ابن مهاجر حديث من ألمانيا أخذ اسم برنارد موريس.  في عام 1847، فتحت الأسرة متجرًا لها في لندن. كانت السجائر الأولى التي صنعها فيليب موريس في عام 1854 والمعروفة باسم "Philip Morris English Ovals"، وهي ماركة غير مفلترة للسجائر البيضاوية الشكل التي تم تصنيعها بكميات محدودة جدًا حتى التوقف في عام 2017.